# دلفين سنامي أسترالي
الدلفين السنامي الأسترالي (الاسم العلمي: Sousa sahulensis) هو نوع من الحيتانيات، يتبع جنس دلافين سنامية.